# Новак Мрасоровић
Новак Мрасоровић (умро после 1369) био је српски кесар, вазал краља Вукашина Мрњавчевића. 

## Биографија
Новак се првобитно спомиње без икакве титуле. У изворима га срећемо јануара 1366. године у повељи краља Вукашина којом је потврдио Новаков дар светогорском манастиру Светог Пантелејмона. Новак је даровао село Копривљане. У повељи је наглашено да је село населио сам Новак пре него што га је даровао. Вероватно је у питању селиште (напуштено село) кога је Новак обновио. Три године касније спомиње се извесни кесар Новак у ктиторској композицији Богородичне цркве на острву Малом граду на Преспи у данашњој Албанији. Миљуков је у лику овог кесара препознао Мрасоровића. Носио је веома високу титулу кесара, резервисану за чланове владареве породице. Уз кесара Новака јављају се и његова жена, кесариса Кале и син Амирал. Чињеница да се са кесарском титулом јавља 1369. године, не оставља сумње да му је титулу подарио цар Урош (1355-1371). У натпису из 1368/9. године је, међутим, јасно наглашено да је Новак вазал краља Вукашина (1365-1371). 
У исправи кнеза Лазара из 1380. године налазимо податак о могућем сроднику Новака. Том повељом је Лазар своме "брату", Црепу Вукославићу, потврдио власништво над селом Лешјем. У изасланству Хиландара који је био једна од страна у спору налазили су се "старац" Атанасије Висимач чији надимак може сведочити о витешком тј. властеоском пореклу и Атанасије Мрасор, који би могао бити сродник Новака Мрасоровића. 